# Partido de Arrecifes
Arrecifes es uno de los 135 partidos de la provincia argentina de Buenos Aires. La ciudad cabecera del partido es Arrecifes. Forma parte de la Segunda Sección Electoral de la Provincia de Buenos Aires.
El partido de Arrecifes se divide en 13 cuarteles nombrados: I, II, III, IV, V, VI, VII, VIII, IX, X, XV, XVI y XVII. Al crearse en 1961 el partido de Capitán Sarmiento le fueron segregados a Arrecifes los cuarteles XI, XII, XIII, XIV, y parte de los cuarteles XV y XVI.

## Ubicación
El Partido de Arrecifes se encuentra en el noreste de la Provincia de Buenos Aires de la República Argentina; limita con los Partidos de: al norte con Ramallo, al noroeste con Pergamino, al noreste con San Pedro y al sureste con Capitán Sarmiento  y Salto al suroeste. Se accede por la Ruta 8, la 51 y la 191

## Historia
Originalmente se llamó Pago de los Arrecifes. Los orígenes del se remontan a 1586, cuando Rodrigo Ortiz de Zárate inaugura el camino de Buenos Aires a Córdoba y Tucumán. En 1637 Juan de Vergara recibe el primer título de propiedad en la zona. En 1730 el clero llega a Arrecifes y en 1736 instala la capilla. En 1756 se elige a Prudencio Burgos como primer Alcalde de Hermandad. En 1780 se creó el Curato de San José de los Arrecifes. En 1784 se crearon los partidos en el Virreinato del Río de la Plata y entre ellos estaba el Partido de Arrecifes, creado por decisión del Cabildo de Buenos Aires. El pueblo de Arrecifes fue creciendo hasta alcanzar su trazado en 1795. En 1882 se inauguró la estación ferroviaria. En 1901 se le cambia de nombre al Partido de Arrecifes, pasando a denominarse Partido de Bartolomé Mitre. Luego fue Ciudad de Arrecifes y en 1931 volvió a ser el Partido de Arrecifes.

Ante un golpe militar y por ende un gobierno de facto, les ponían el nombre de Partido de Bartolomé Mitre, porque el General Mitre tenía una estancia allí. Cada vez que se recuperaba la democracia se volvía a Partido de Arrecifes, pero no obstante, en algunos organismos del Estado siguen poniendo Bartolomé Mitre, a pesar de la última corrección figura Partido de Arrecifes. A veces la documentación de Arrecifes iba a parar a la "Estación Bartolomé Mitre", Partido de Tigre y a veces llegaba correspondencia, equivocada, de esa estación a Arrecifes. Y hasta la Junta Electoral se equivocaba, a pesar de ser 2ª Sección Electoral, y la otra Estación Bartolomé Mitre es un Paraje. En 1997 se cambia nuevamente por el de Partido de Arrecifes.

## Demografía

### Estructura
Según el censo 2022 la población total es de 32 215 personas, repartidas en 16 734 mujeres y 15bsp;481 hombres, con un índice de masculinidad de 92,5 hombres por cada 100 mujeres.
La edad mediana de la población es de 33 años (34 años entre las mujeres y 32 años entre los hombres).
El 13,5% de la población tiene más de 65 años (frente al 12,9% en 2010), y el 3,3% de la población tiene más de 80 años (frente al 3,5% en 2010)

### Salud y educación
El 63,2% de la población tiene al menos un tipo de cobertura de salud.
Unas 10 136 personas asisten a algún tipo de establecimiento educativo de cualquier nivel y unas 3 047 personas tienen un título terciario o superior (14,8% sobre el total de la población instruida). La tasa de alfabetización es del 99,8

### Migraciones
De las personas residentes en el partido, unas 5 303 (16,4% del total de población) nacieron en otra provincia, y unas  343 (1,1% del total de población) lo hicieron fuera del país, siendo los grupos de inmigrantes más numerosos los provenientes de:
- Paraguay: 114 personas
- Venezuela: 33 personas
- Uruguay: 31 personas
- Bolivia: 31 personas
- Italia: 22 personas

### Hogares
En el partido hay un total de 12 879 viviendas y 11 695 hogares.
En cuanto al régimen de tenencia y regularidad de la propiedad de las viviendas, el 62,7% es propia, el 17,5% es alquilada, el 8,2% es cedida o prestada, y el resto se encuentra en otra situación.
Sobre el total de hogares, 11 126 (95,1% del total) tiene acceso a red pública de agua corriente, 8 503 (72,7% del total) tiene desagüe y descarga a red pública cloacal, 6 593 (56,3% del total) tiene acceso a red pública de gas, y 9 280 (79,3% del total) tiene acceso a red de internet en la vivienda.
| Población | 4.245 | 6.576   | 8.964   | 20.663   | 29.988  | 27.807 | 19.443  | 22.012  | 24.593  | 27.279  | 29.044 | 32.215 |
| Variación | -     | +54,91% | +36,31% | +129,39% | +45,83% | -7,27% | -30,07% | +13,21% | +11,72% | +10,92% | +6,47% | +10,9% |

## Estadísticas
- Educación: Escuelas públicas 5, escuelas privadas 1.
- Salud: Hospitales y centros asistenciales 1.

## Gobierno

### Intendentes municipales
| Intendente                | Mandato                                           | Partido | Partido | Alianza | Alianza | Elecciones |
| ------------------------- | ------------------------------------------------- | ------- | ------- | ------- | ------- | ---------- |
| Ramón Lorenzo             | 10 de diciembre de 1983 - 1 de julio de 1984      |         | UCR     |         | —       | 1983       |
| Luis Massello             | 1 de julio de 1984 - 1985                         |         | UCR     |         | —       | 1983       |
| Néstor Eduardo García     | 1985 - 10 de diciembre de 1987                    |         | UCR     |         | —       | 1983       |
| Casimiro René Papini      | 10 de diciembre de 1987 - 10 de diciembre de 1991 |         | UCR     | 1987    | —       |            |
| Daniel Néstor Bolinaga    | 10 de diciembre de 1991 - 10 de diciembre de 1995 |         | PJ      |         | FREJUFE | 1991       |
| Orlando Pederiva          | 10 de diciembre de 1995 - 10 de diciembre de 1999 |         | PJ      | 1995    | FREJUFE |            |
| Gustavo Javier Picoy      | 10 de diciembre de 1999 - 10 de diciembre de 2003 |         | UCR     |         | Alianza | 1999       |
| Carlos Francisco Angelini | 10 de diciembre de 2003 - 10 de diciembre de 2007 |         | UCR     |         | —       | 2003       |
| Daniel Néstor Bolinaga    | 10 de diciembre de 2007 - 10 de diciembre de 2011 |         | PdV     |         | FPV     | 2007       |
| Daniel Néstor Bolinaga    | 10 de diciembre de 2011 - 10 de diciembre de 2015 |         | PJ      | 2011    | FPV     |            |
| Javier Ignacio Olaeta     | 10 de diciembre de 2015 - 10 de diciembre de 2019 |         | UCR     |         | CBA     | 2015       |
| Javier Ignacio Olaeta     | 10 de diciembre de 2019 - 10 de diciembre de 2023 |         | UCR     | JxC     | 2019    |            |
| Juan Fernando Bouvier     | 10 de diciembre de 2023 - En el cargo             |         | UCR     | JxC     | 2023    |            |

1. ↑  Fallece en el cargo.
2. ↑  Renunció al cargo.

## Localidades del partido
- Arrecifes (24.336 habitantes, 52,4% mujeres, 47,6% hombres)
- Todd (726 habitantes, 50,8% mujeres, 49,2% hombres)
- Viña (483 habitantes, 51,8% mujeres, 48,2% hombres)